# 保罗·潘勒韦

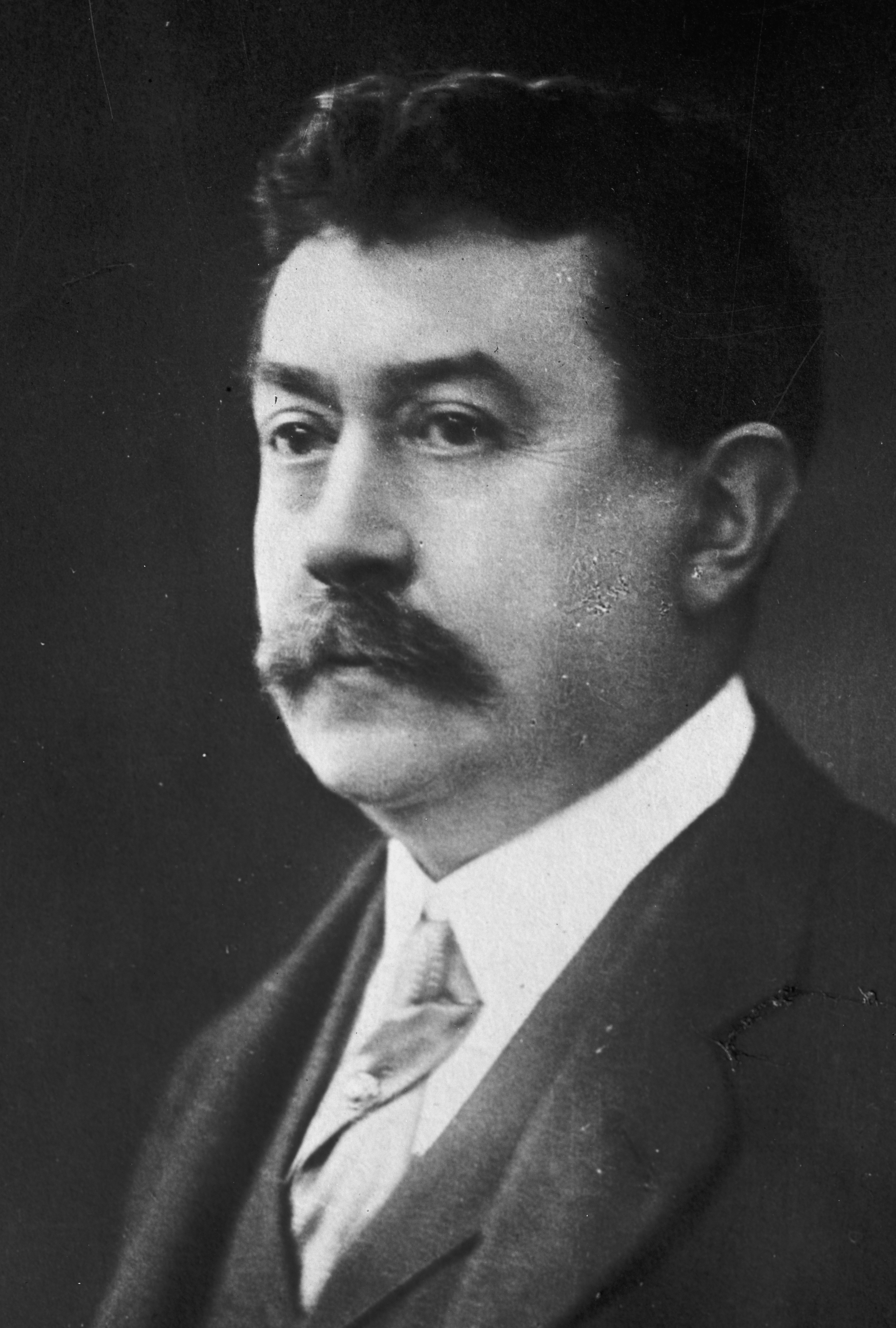
保罗·潘勒韦

保罗·潘勒韦（法語：Paul Painlevé，法語：[pɔl pɛ̃ləve]，1863年12月5日—1933年10月29日）法国总理，数学家和政治家，航空事业的赞助者，法兰西科学院院士，两次在法兰西第三共和国危机时期出任总理。

## 生平
生于法国巴黎。他曾在巴黎高等师范学校和巴黎大学学习，1887年获数学博士学位。后在里耳大学、巴黎大学等学校任教。他对航空特别感兴趣，是1908年第一个同威尔伯·莱特一起飞行的法国人。1906年他当选众议员，在白里安的内阁中任教育部长和发明部长，1917年3月-9月任陆军部长，1917年出任两个月总理。1925年再次任总理，1930年-1932年任航空部长。